# Hautvillers
Hautvillers (abgeleitet von "Altavilla" und "Altvillots") ist eine französische Gemeinde mit 628 Einwohnern (Stand 1. Januar 2022) im Département Marne in der Region Grand Est, etwa 7 km von Épernay und 20 km von Reims entfernt. Die Gemeinde gehört zum Kanton Épernay-1. Sie liegt im Regionalen Naturpark Montagne de Reims.

## Abtei Saint Pierre d’Hautvillers
Um 650/662 gründete Erzbischof Nivard von Reims hier die Abtei Saint Pierre d’Hautvillers, eines der ältesten Benediktiner-Klöster der Welt. Der Legende zufolge zeigte ihm eine Taube den Ort, an dem er ein Kloster nach den Regeln der Heiligen Benedikt und Columban errichten sollte. Nivards Nachfolger als Erzbischof von Reims, Rieul, begann seine kirchliche Laufbahn 669 in Hautvillers. Das Kloster war im 9. Jahrhundert ein bedeutendes Skriptorium und Zentrum der Buchmalerei, aus dem z. B. das Ebo-Evangeliar und der Utrechter Psalter stammen. Zudem erwarb es sich auch den Ruf eines ausgezeichneten Weinproduzenten.
Der von Rabanus Maurus und Hinkmar von Reims wegen seiner radikalen Auffassung von der sog. „gemina praedestinatio“ – der doppelten Prädestination (Vorherbestimmung) Gottes – unerbittlich verfolgte Mönch Gottschalk von Orbais († 869) verbrachte die letzten zwanzig Jahre seines Lebens in Hautvillers in Haft.
Das Kloster wurde 882 von Normannen verwüstet, 1449 von den Engländern niedergebrannt, 1564 während der Hugenottenkriege von den Hugenotten zerstört, und dennoch immer wieder restauriert, zuletzt mit finanzieller Unterstützung der französischen Königin Katharina von Medici.

## Geburtsort des Champagners
1668 kam der Mönch Pierre Pérignon, genannt Dom Pérignon (um 1638–1715), aus einem Kloster bei Verdun nach Saint Pierre d’Hautvillers und war dort bis zu seinem Tod Cellerar, der für die wirtschaftliche Versorgung des Klosters zuständige Bruder. Da die Weinproduktion eine der Haupteinnahmequellen des Klosters war, kam diese unter seine Aufsicht und er wurde somit auch de facto Kellermeister. Er brachte als erster den Champagnerwein zum Schäumen (Moussieren), untersuchte das Phänomen der Doppelgärung und verschnitt als erster Weine verschiedener Lagen zu einem Cuvée. Er hat die „Méthode champenoise“, ein Verfahren der Flaschengärung zur Herstellung von Schaumwein, maßgeblich mitentwickelt, nach heute herrschender Ansicht aber nicht erfunden. Auf ihn geht nachweisbar die Technik des Weißkelterns roter Traubensorten zurück.

## Weingut Moët & Chandon
Nach der Französischen Revolution wurden viele zunächst konfiszierte Güter verkauft, um Geld in die leere Staatskasse zu bringen. Zu diesen gehörte die ehemalige Abtei Hautvillers, die 1794 mit den umliegenden Weinfeldern von Jean-Remy Moët gekauft wurde, der daraus ein Weingut machte, das noch heute der 1832 in Moët & Chandon umbenannten Firma gehört. Seit 1921 benennt sie ihren berühmtesten Champagner nach dem Kellermeister aus dem 17. Jahrhundert. Zuvor hatten bereits seit dem frühen 19. Jahrhundert örtliche Winzer den Namen für ihre Weine benutzt. Im Weingut befindet sich ein Weinmuseum.

## Bevölkerungsentwicklung
| Jahr                       | 1962 | 1968 | 1975 | 1982 | 1990 | 1999 | 2007 | 2018 |
| -------------------------- | ---- | ---- | ---- | ---- | ---- | ---- | ---- | ---- |
| Einwohner                  | 795  | 824  | 758  | 810  | 864  | 849  | 800  | 687  |
| Quellen: Cassini und INSEE |      |      |      |      |      |      |      |      |

## Sehenswürdigkeiten

### Abteikirche
Vom einstigen Kloster steht heute nur noch die im 17. Jahrhundert erneuerte Abteikirche Saint-Sidulphe mit ihrem aus dem 17. und 18. Jahrhundert stammenden Mönchschor, interessanter Täfelung, Chorgestühl und Gemälden, darunter zwei Werken aus der Werkstatt von Philippe de Champaigne. Über dem Hauptaltar hängt ein mächtiger Leuchter aus den vier Rädern einer Kelter. In der Kirche befindet sich die Grabplatte Dom Perignons.

### Schmiedeeiserne Aushängeschilder

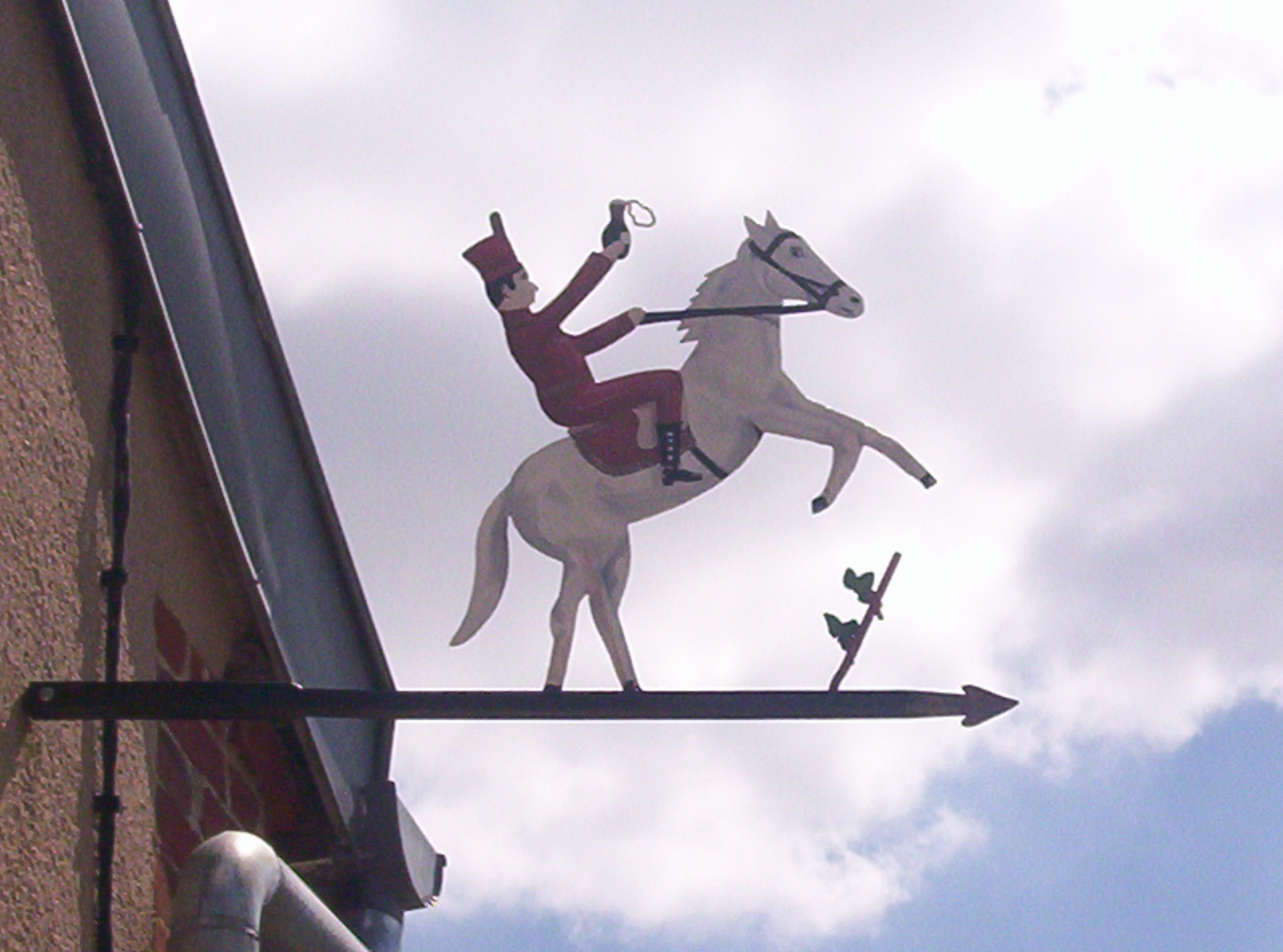
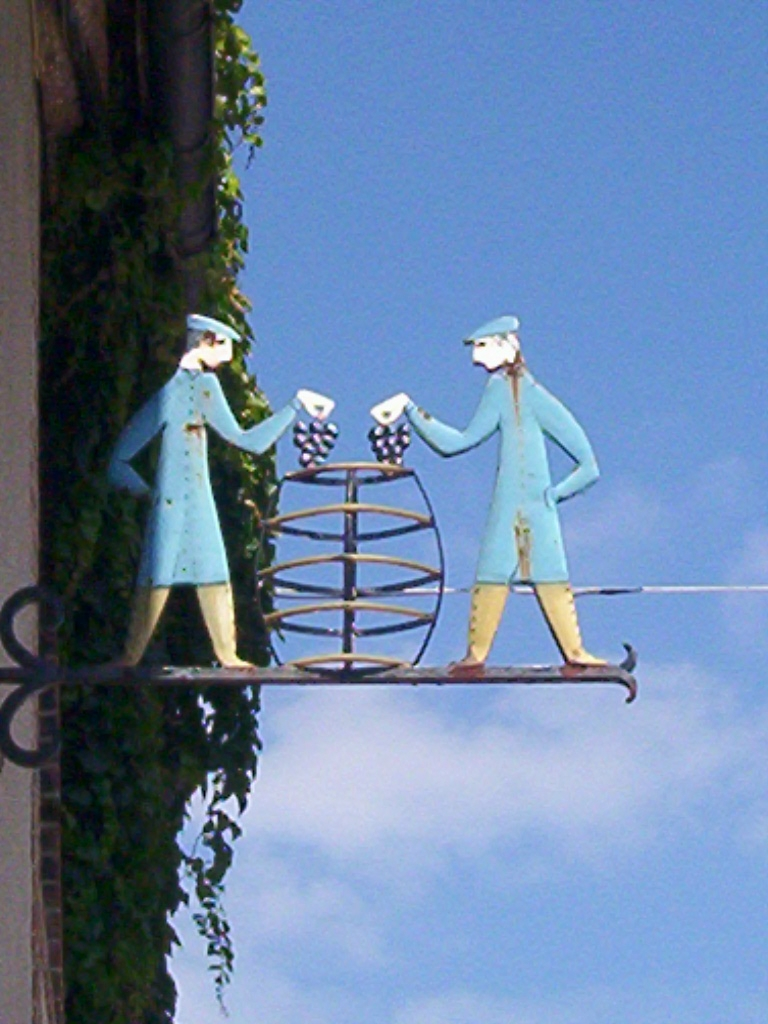
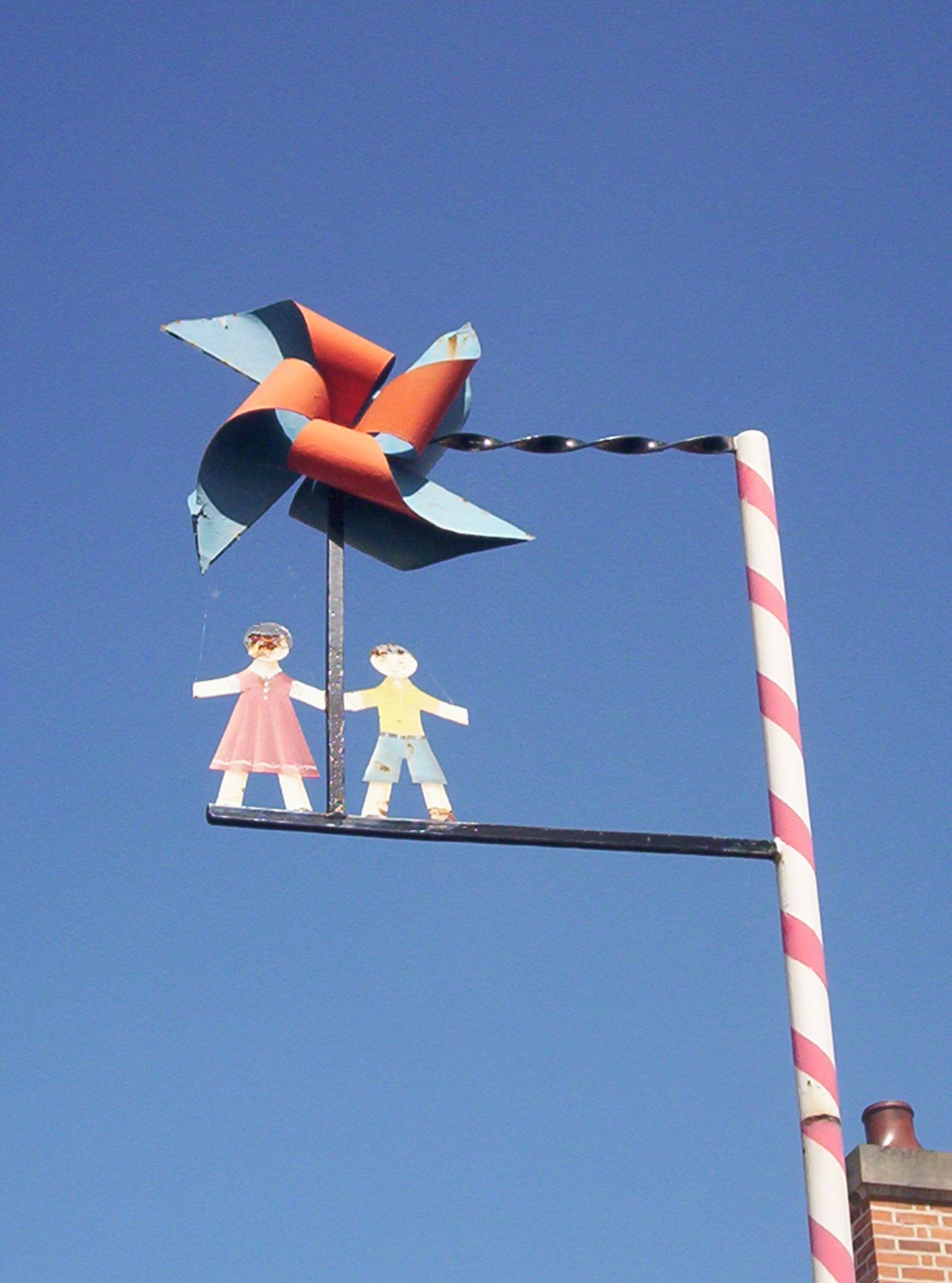
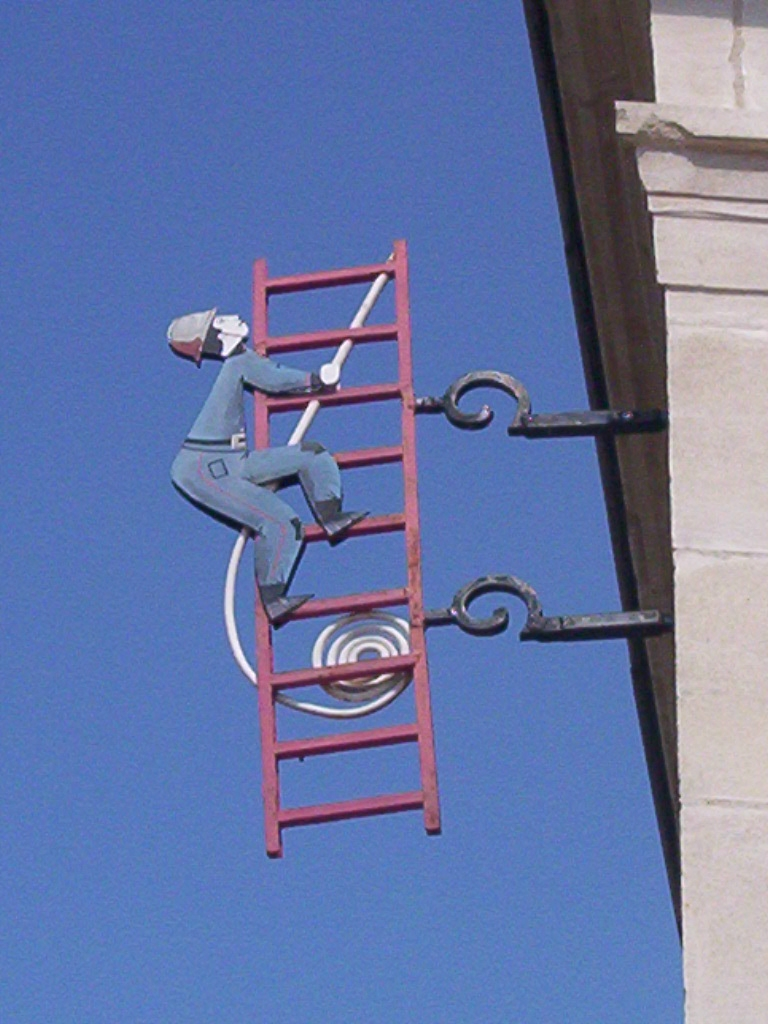

## Bauwerke
- 245 Meter hoher Sendemast zur Verbreitung von UKW-Hörfunk- und Fernsehprogrammen

## Gemeindepartnerschaft
- Hautvillers ist seit 1981 Partnergemeinde von Kiedrich im Rheingau-Taunus-Kreis in Hessen.

## Persönlichkeiten
- Almannus von Hautvillers[1][2] (um 830–889), Hagiograph
- Adolphe-Napoléon Didron (1806–1867), Archäologe